# Zákony o svrchovanosti
Zákony o svrchovanosti (anglicky Acts of Supremacy) jsou zákony anglického parlamentu, které stanovují, že „jedinou nejvyšší hlavou anglické církve“ (Church of England) je anglický panovník, jemuž přísluší všechna „čest, hodnost, vznešenost, privilegia, autorita, imunita, prospěch a majetek odpovídající jeho důstojnosti“. Na základě těchto zákonů je každý akt věrnosti římskému biskupu, papeži, považován za vlastizradu.
Zákon o svrchovanosti byl vyhlášen 3. listopadu 1534. Anglický parlament odhlasoval Act of Supremacy: Jindřich VIII. a následní panovníci jsou hlavou Anglikánské církve.
Jindřich VIII. Tudor tím odtrhnul anglickou církev od katolické, protože mu papež Klement VII. odmítl anulovat jeho manželství s Kateřinou Aragonskou.
Jeho dcera, královna Marie I. Tudorovna, věrná katolické víře, tento zákon zrušila. Roku 1559 byl ovšem znovu uzákoněn za vlády královny Alžběty I.